# Nicci French
Nicci French is het pseudoniem van het Britse schrijversechtpaar Nicci Gerrard en Sean French, die samen psychologische thrillers schrijven. Ze trouwden in 1990 en hebben samen twee kinderen. Gerrard heeft ook nog twee kinderen uit haar eerste huwelijk.

## Biografieën

### Nicci Gerrard
Nicci Gerrard (10 juni 1958) groeide op in Worcestershire en studeerde Engelse literatuur aan de Universiteit van Oxford. Ze heeft les gegeven in Los Angeles en Londen, begon een tijdschrift voor vrouwen en werd freelance journalist. Ze trouwde en kreeg twee kinderen, maar dit huwelijk hield geen stand. Toen ze weer vrijgezel was, ontmoette ze Sean French. Ze ontmoette hem toen ze werkte voor de New Statesman.

### Sean French
Sean French (28 mei 1959) werd geboren in Bristol en studeerde ook Engelse literatuur aan de Universiteit van Oxford. French en Gerrard hebben elkaar daar echter nooit ontmoet. Na zijn studie werd hij ook journalist en toen hij ging werken voor de New Statesman ontmoette hij Nicci Gerrard.

### Nicci Gerrard en Sean French
In 1990 trouwden Sean French en Nicci Gerrard. Ze kregen samen twee dochters. Het schrijversduo woont in de buurt van Londen.
Bij de eerste drie psychologische thrillers van Nicci French (Het geheugenspel, Het veilige huis en Bezeten van mij) stond op de omslag slechts een foto van Nicci Gerard. Vanaf hun vierde roman Onderhuids staat niet alleen de foto van Nicci Gerrard, maar ook die van Sean French. Het werd daardoor duidelijk dat het om een schrijversechtpaar ging.

## Stijl
Het schrijversduo schrijft literair psychologische thrillers. De thriller is qua structuur helder en tegelijkertijd enorm flexibel.
In de psychologische thrillers worden vaak actuele issues aangesneden : de angst voor de dood en verlies, voor onveiligheid, het wantrouwen van autoriteit of objectieve waarheden, de angst voor een wereld die snel verandert.
De hoofdpersoon in de boeken van Nicci French is vaak een jonge, moderne, sterke en kwetsbare vrouw, onafhankelijk en koppig. Vaak is ze ook een carrièregerichte vrouw – al dan niet gecombineerd met het moederschap.
De schrijvers maken onder andere gebruik van waargebeurde verhalen als basis voor hun verhaal, maar altijd op een indirecte manier. De verhalen worden verteerd en ondergaan een gedaanteverwisseling. Ook persoonlijke anekdotes, ontmoetingen en reizen vormen een input.
Zowel French als Gerrard schrijven alleen, Sean in een schuurtje in de tuin, Nicci in haar studeerkamer op de bovenverdieping van hun huis. 
Een van de schrijvers begint met een hoofdstuk dat door de ander vervolgens bewerkt wordt. Daarna gaat het weer per e-mail terug naar de oorspronkelijke schrijver, die het ook weer herschrijft.

## Frieda Klein-reeks
Met Blauwe maandag, het eerste deel van een nieuwe achtdelige reeks, slaan de schrijvers een nieuwe weg in: het schrijven van een serie literaire thrillers met een vaste hoofdpersoon: psychoanalytica Frieda Klein.
Afgezien van het feit dat Blauwe maandag geen stand-alone is maar onderdeel van een octet, heeft het boek ook geen ik-persoon die het verhaal vertelt. Nieuw is ook de grote cast van personages die zal terugkeren. Er is een centrale rol voor de stad Londen weggelegd. De schrijvers willen dat Londen bijna een personage op zich is, met geheimen, spoken en oude verborgen geschiedenissen, dat zich door de jaren heen ontwikkelt en verandert.
Hoewel Dinsdag is voorbij als zelfstandig verhaal gepresenteerd wordt, zijn de verwevingen met Blauwe maandag zo talrijk, dat het aanbeveling verdient ook dit eerste deel te lezen.

## Nominaties en prijzen
Bezeten van mij werd genomineerd voor de Trouw Publieksprijs 2000. Onderhuids en De bewoonde wereld werden respectievelijk genomineerd voor de NS Publieksprijs 2001 en 2002.
In 2003 werd de eerste Zilveren Vingerafdruk uitgereikt voor het beste spannende boek van het jaar 2002: De bewoonde wereld. In 2004 ging de prijs voor 2003 naar De verborgen glimlach. De Zilveren Vingerafdruk is een jaarlijkse publieksprijs van de internetsite Crimezone.nl. Lezers kunnen stemmen op hun favoriete thrillers van het afgelopen jaar.

## Films en toneel
The Safe House/Het veilige huis is in 2002 bewerkt tot tv-film.
Killing Me Softly/Bezeten van mij is in 2002 verfilmd – onder regie van Chen Kaige en met Joseph Fiennes en Heather Graham in de hoofdrollen. 
Beneath the Skin/Onderhuids en The Secret Smile/De verborgen glimlach zijn in 2005 als tv-film uitgebracht. 
Without You gebaseerd op het boek What To Do When Someone Dies/Wat te doen als iemand sterft heeft ITV als driedelige serie op tv uitgezonden.
De genoemde vijf films zijn op dvd uitgebracht.
De novelle Verlies uit 2002 is door Léon van der Sanden bewerkt tot het gelijknamige toneelstuk. Het schrijversechtpaar heeft op donderdag 16 november 2012 in de Haarlemse Stadsschouwburg de première van dit beklemmende toneelstuk bijgewoond. 
Isa Hoes, Ad Knippels en Irma Hartog spelen de hoofdrollen in de theaterbewerking die langs meer dan 80 Nederlandse theaters reist.

## Bestseller 60
| Boeken met noteringen in de Nederlandse Bestseller 60 | Jaar van verschijnen | Datum van binnenkomst | Hoogste positie | Aantal weken | Opmerkingen                      |
| ----------------------------------------------------- | -------------------- | --------------------- | --------------- | ------------ | -------------------------------- |
| Bezeten van mij                                       | 1999                 | 01-02-2003            | 14              | 59           |                                  |
| Onderhuids                                            | 2000                 | 01-02-2003            | 2               | 60           |                                  |
| Het geheugenspel                                      | 1997                 | 08-02-2003            | 10              | 79           |                                  |
| Het veilige huis                                      | 1998                 | 08-02-2003            | 19              | 40           |                                  |
| De bewoonde wereld                                    | 2002                 | 08-02-2003            | 9               | 45           |                                  |
| De mensen die weggingen                               | 2003                 | 24-05-2003            | 1(8wk)          | 38           |                                  |
| De rode kamer                                         | 2001                 | 02-08-2003            | 4               | 56           |                                  |
| De verborgen glimlach                                 | 2003                 | 16-08-2003            | 1(8wk)          | 75           |                                  |
| De verborgen glimlach                                 | 2003                 | 16-08-2003            | 33              | 1            |                                  |
| Verlies                                               | 2002                 | 22-11-2002            | 4               | 12           |                                  |
| Vang me als ik val                                    | 2005                 | 19-02-2005            | 28              | 2            | gebonden editie                  |
| Vang me als ik val                                    | 2005                 | 19-02-2005            | 1(6wk)          | 45           |                                  |
| Verlies & de mensen die weggingen                     | 2006                 | 21-01-2006            | 18              | 9            |                                  |
| Verloren                                              | 2006                 | 04-03-2006            | 27              | 1            | gebonden editie                  |
| Verloren                                              | 2006                 | 04-03-2006            | 1(2wk)          | 37           |                                  |
| Tot het voorbij is                                    | 2007                 | 18-08-2007            | 1(4wk)          | 32           |                                  |
| Tot het voorbij is                                    | 2007                 | 18-08-2007            | 48              | 1            | gebonden editie                  |
| Wat te doen als iemand sterft                         | 2008                 | 11-10-2008            | 1(4wk)          | 31           |                                  |
| Medeplichtig                                          | 2009                 | 14-11-2009            | 3               | 37           |                                  |
| Blauwe maandag                                        | 2011                 | 04-06-2011            | 1(5wk)          | 37           | deel 1 in de Frieda Klein-serie  |
| Dinsdag is voorbij                                    | 2012                 | 02-06-2012            | 2               | 21           | deel 2 in de Frieda Klein-serie  |
| Wachten op woensdag                                   | 2013                 | 08-06-2013            | 4               | 18           | deel 3 in de Frieda Klein-serie  |
| Donderdagskinderen                                    | 2014                 | 19-04-2014            | 1(4wk)          | 24           | deel 4 in de Frieda Klein-serie  |
| Denken aan vrijdag                                    | 2015                 | 18-04-2015            | 1(1wk)          | 22           | deel 5 in de Frieda Klein-serie  |
| Als het zaterdag wordt                                | 2016                 | 30-03-2016            | 1(4wk)          | 26           | deel 6 in de Frieda Klein-serie  |
| Zondagochtend breekt aan                              | 2017                 | 19-04-2017            | 1(4wk)          | 22           | deel 7 in de Frieda Klein-serie  |
| De dag van de doden                                   | 2018                 | 18-04-2018            | 1(2wk)          | 22           | deel 8 in de Frieda Klein-serie  |
| Huis vol leugens                                      | 2019                 | 10-07-2019            | 1(1wk)          | 19           |                                  |
| In hechtenis                                          | 2020                 | 15-04-2020            | 1(1wk)          | 20           |                                  |
| Wie niet horen wil                                    | 2021                 | 14-04-2021            | 3               | 22           |                                  |
| De gunst                                              | 2022                 | 13-04-2022            | 2               | 22           |                                  |
| Heeft iemand Charlotte Salter gezien?                 | 2023                 | 12-04-2023            | 2               | 27           | deel 1 in de Maud O'Connor-serie |
| Stemmen in het duister                                | 2024                 | 10-04-2024            | 2               | 22           | deel 2 in de Maud O'Connor-serie |
| Tyler Green komt nooit meer vrij                      | 2025                 | 09-04-2025            | 3               | 20*          | deel 3 in de Maud O'Connor-serie |
| Tyler Green komt nooit meer vrij                      | 2025                 | 09-04-2025            | 41              | 1            | gebonden editie                  |

## Trivia
In 2019 werd in Nederland een tulp vernoemd naar Nicci French.